# Volta às Trincheiras
Volta às trincheiras é uma pintura aonde foi utilizada a técnica do pontilhismo do artista impressionista brasileiro Eliseu Visconti.

## Descrição
A pintura é um óleo sobre tela com 95 cm de altura e 125 cm de largura. Tem como motivo a despedida de um soldado francês prestes a voltar ao campo de batalha.
Volta às trincheiras foi pintada em Saint Hubert nas proximidades de Paris.

## Exposições
- Exposição na Galeria Jorge, Rio de Janeiro (1920);
- 30ª Exposições Gerais de Belas Artes, Rio de Janeiro (1923. O quadro foi apresentado sob o nº 242, com o nome de Despedida e reproduzida na revista Ilustração Brasileira de 1923;
- II Bienal de São Paulo, em (1953/1954}. Foi exposta com o título L’Adieu. Eliseu Visconti foi homenageado nesta exposição com uma sala especial em que foram apresentadas 37 dentre suas mais importantes obras de cavalete;
- Exposição "Eliseu Visconti - A Modernidade Antecipada", Pinacoteca do Estado de São Paulo e Museu Nacional de Belas Artes, no Rio (2011/2012);
- Trajetórias: Arte brasileira na Coleção Fundação Edson Queiroz. Fortaleza (2013) Espaço Cultural Unifor;[5]
- Exposição "Eliseu Visconti - A Modernidade Antecipada", no Instituto Ricardo Brennand, Recife (2014);
- Exposição "Eliseu Visconti - 150 Anos", na Galeria Almeida e Dale, São Paulo {2016);
- Um século de Arte Brasileira na Coleção da Fundação Edson Queiroz. Sobral, CE, Casa de Cultura (2017);
- Da Terra Brasilis à Aldeia Global, Espaço Cultural UNIFOR, Fortaleza (2018/2019).

O quadro faz parte da Coleção Fundação Edson Queiroz.